# Mount Ossa
Mount Ossa is met zijn 1614 meter de hoogste berg van het Australische eiland Tasmanië.
Het is een van de acht Tasmaanse toppen met een hoogte van meer dan 1500 m.
De berg ligt te midden van het Nationaal park Cradle Mountain-Lake St Clair. Het domein bevindt zich op zo'n 165 kilometer van de hoofdstad Hobart.